# George E. Killian
George E. Killian (Condado de Nassau, Nova Iorque, 6 de abril de 1924) é um administrador esportivo dos Estados Unidos. Foi presidente da Federação Internacional do Esporte Universitário (FISU) de 26 de novembro de 1999 a 9 de agosto de 2011.

## Biografia

### Carreira acadêmica
Em 1949, concluiu o curso de Educação na Ohio Northern University (ONU) em Ada, Ohio. Em 1954, concluiu o mestrado também em Educação na University at Buffalo (UB), em Buffalo, Nova Iorque. E em 1989, se tornou PhD em Serviços Públicos pela Ohio Northern University.

### Carreira de treinador
Entre 1949 e 1951, foi treinador da equipe de basquetebol da Wharton High School em Wharton, Texas. Entre 1954 e 1969, dirigiu a equipe de basquetebol da Erie Community College em Buffalo, Nova Iorque.

### Administrador esportivo
Entre 1990 e 1998, foi presidente da Federação Internacional de Basquetebol (FIBA) e, em 1996, por ser o presidente da FIBA, se tornou membro do Comitê Olímpico Internacional (COI). Também foi tesoureiro da Confederação Panamericana de Basquetebol (COPABA) e diretor da National Junior College Athletic Association (NJCAA) dos Estados Unidos.

### FISU
Após ser responsável pela delegação estadunidense em três edições das Universíadas, foi para a FISU. Foi membro da Comissão de Controle Internacional entre 1975 e 1987 e foi eleito para a vice-presidência da instituição. Em 1995, assumiu a primeira vice-presidência. Em 26 de novembro de 1999, foi eleito presidente da FISU pelo comitê executivo, em substituição a Primo Nebiolo (que havia morrido no início do mês de ataque cardíaco).
Em 5 de agosto de 2007, pouco antes da Universíada de Banguecoque 2007 na Tailândia foi reeleito para um segundo mandato completo como presidente da FISU por uma maioria esmagadora dos votos dos membros da 30ª assembléia geral da FISU.
Em 9 de agosto de 2011, durante a 32ª assembléia geral da FISU, perdeu a eleição para Claude-Louis Gallien por 76 votos a 67, até então 1º vice-presidente da entidade.